# The Conspiracy
The Conspiracy er en amerikansk stumfilm fra 1914 af Allan Dwan.

## Medvirkende
- John Emerson som Winthrop Clavering
- Lois Meredith som Margaret Holt
- Harold Lockwood som Jack Howell
- Iva Shepard som Juanita
- Francis Byrne som Victor Holt